# Kabinet-Kappeyne van de Coppello
Het kabinet-Kappeyne van de Coppello was een liberaal Nederlands kabinet dat regeerde van 3 november 1877 tot en met 20 augustus 1879.
De kern van dit liberale kabinet wordt gevormd door de leiding van de vooruitstrevende liberale Kamerclub, met aan het hoofd Kappeyne van de Coppello. Ook de ministers Smidt, Tak van Poortvliet en De Roo van Alderwerelt behoren daartoe. Met name minister Gleichman van Financiën is echter veel behoudender. Die innerlijke tegenstelling leidt uiteindelijk al binnen twee jaar tot de val van het kabinet.
Minister Kappeyne weet in 1878 ondanks felle tegenstand van confessionele zijde een nieuwe Wet op het lager onderwijs tot stand te brengen. Die wet scherpt de eisen waaraan lager onderwijs moet voldoen aan, zonder dat bijzondere scholen overheidssteun krijgen. Ondanks petitionnementen van antirevolutionairen en katholieken die resp. 305.000 en 164.000 handtekeningen opleveren, ondertekent de koning de wet.
Van de andere plannen van het kabinet komt niets terecht. Minister De Roo van Oorlog wordt spoedig ernstig ziek en kan de legerhervorming niet ter hand nemen. Tot uitbreiding van het kiesrecht komt het evenmin.
De verwerping van de ontwerp-Kanalenwet van minister Tak, die aanleg van diverse kanalen mogelijk moet maken, leidt tot een kabinetscrisis. Tak van Poortvliet en Kappeyne bieden aanvankelijk als enigen hun ontslag aan. Kappeyne verzoekt hierna de koning om medewerking aan een Grondwetsherziening. Een minderheid van de ministers is hier tegen, waarop ook de koning zich tegen Grondwetsherziening keert. Daarop treedt het gehele kabinet af.

## Ambtsbekleders
| Ambtsbekleders                                              | Ambtsbekleders                           | Ambtsbekleders                                                   | Ministers / Ministerie | Ministers / Ministerie           | Termijn                                          | Partij            |
| ----------------------------------------------------------- | ---------------------------------------- | ---------------------------------------------------------------- | ---------------------- | -------------------------------- | ------------------------------------------------ | ----------------- |
|                                                             | J. (Jan) Kappeyne van de Coppello        | mr. J. (Jan) Kappeyne van de Coppello (1822–1895)                | Voorzitter             | Voorzitter                       | 3 november 1877 – 20 augustus 1879               | O (Oud- Liberaal) |
| Minister                                                    | J. (Jan) Kappeyne van de Coppello        | mr. J. (Jan) Kappeyne van de Coppello (1822–1895)                | Binnenlandse Zaken     |                                  | 3 november 1877 – 20 augustus 1879               | O (Oud- Liberaal) |
|                                                             | W. (Willem) baron van Heeckeren van Kell | mr. W. (Willem) baron van Heeckeren van Kell (1815–1914)         | Minister               | Buitenlandse Zaken               | 3 november 1877 – 20 augustus 1879               | O (Oud- Liberaal) |
|                                                             | J.G. (Johan George) Gleichman            | mr. J.G. (Johan George) Gleichman (1834–1906)                    | Minister               | Financiën                        | 3 november 1877 – 20 augustus 1879               | O (Oud- Liberaal) |
|                                                             | H.J. (Hendrik Jan) Smidt                 | mr. H.J. (Hendrik Jan) Smidt (1831–1917)                         | Minister               | Justitie                         | 3 november 1877 – 20 augustus 1879               | O (Oud- Liberaal) |
|                                                             | J.P.R. (Johannes) Tak van Poortvliet     | mr. J.P.R. (Johannes) Tak van Poortvliet (1839–1904)             | Minister               | Waterstaat, Handel en Nijverheid | 8 november 1877 – 20 augustus 1879               | O (Oud- Liberaal) |
|                                                             |                                          | J.K.H. de Roo van Alderwerelt (1832–1878)                        | Minister               | Oorlog                           | 3 november 1877 – 29 december 1878 (overleden)   | O (Oud- Liberaal) |
|                                                             |                                          | jhr. kapitein-ter-zee H.O. (Hendrikus) Wichers (1831–1889)       | Minister               | Oorlog                           | 29 december 1878 – 15 februari 1879 (waarnemend) | O (Oud- Liberaal) |
|                                                             | J.C.C. (Jacobus) den Beer Poortugael     | generaal-majoor J.C.C. (Jacobus) den Beer Poortugael (1832–1913) | Minister               | Oorlog                           | 15 februari 1879 – 20 augustus 1879              | O (Oud- Liberaal) |
|                                                             |                                          | jhr. kapitein-ter-zee H.O. (Hendrikus) Wichers (1831–1889)       | Minister               | Marine                           | 3 november 1877 – 20 augustus 1879               | O (Oud- Liberaal) |
|                                                             | P.Ph. (Pieter) van Bosse                 | mr. P.Ph. (Pieter) van Bosse (1809–1879)                         | Minister               | Koloniën                         | 3 november 1877 – 21 februari 1879 (overleden)   | O (Oud- Liberaal) |
|                                                             |                                          | jhr. kapitein-ter-zee H.O. (Hendrikus) Wichers (1831–1889)       | Minister               | Koloniën                         | 21 februari 1879 – 12 maart 1879 (waarnemend)    | O (Oud- Liberaal) |
|                                                             | O. (Otto) van Rees                       | mr. O. (Otto) van Rees (1823–1892)                               | Minister               | Koloniën                         | 12 maart 1879 – 20 augustus 1879                 | O (Oud- Liberaal) |
| Bron: Kabinet-Kappeyne van de Coppello Parlement & Politiek |                                          |                                                                  |                        |                                  |                                                  |                   |

Schimmelpenninck ·
De Kempenaer-Donker Curtius ·
Thorbecke I ·
Van Hall-Donker Curtius ·
Van der Brugghen ·
Rochussen ·
Van Hall-Van Heemstra ·
Van Zuylen van Nijevelt-Van Heemstra ·
Thorbecke II ·
Fransen van de Putte ·
Van Zuylen van Nijevelt ·
Van Bosse-Fock ·
Thorbecke III ·
De Vries-Fransen van de Putte ·
Heemskerk-Van Lynden van Sandenburg ·
Kappeyne van de Coppello ·
Van Lynden van Sandenburg ·
Heemskerk Azn. ·
Mackay ·
Van Tienhoven ·
Röell ·
Pierson ·
Kuyper ·
De Meester ·
Heemskerk ·
Cort van der Linden ·
Ruijs de Beerenbrouck I ·
Ruijs de Beerenbrouck II ·
Colijn I ·
De Geer I ·
Ruijs de Beerenbrouck III ·
Colijn II ·
Colijn III ·
Colijn IV ·
Colijn V ·
De Geer II ·
Gerbrandy I ·
Gerbrandy II ·
Gerbrandy III ·
Schermerhorn-Drees ·
Beel I ·
Drees-Van Schaik ·
Drees I ·
Drees II ·
Drees III ·
Beel II* ·
De Quay ·
Marijnen ·
Cals ·
Zijlstra* ·
De Jong ·
Biesheuvel I ·
Biesheuvel II* ·
Den Uyl ·
Van Agt I ·
Van Agt II ·
Van Agt III* ·
Lubbers I ·
Lubbers II ·
Lubbers III ·
Kok I ·
Kok II ·
Balkenende I ·
Balkenende II ·
Balkenende III* · 
Balkenende IV ·
Rutte I ·
Rutte II · 
Rutte III ·
Rutte IV ·  
Schoof

* rompkabinet